# Кандіс (держава)
Кандіс  — стародавня індіанизована держава народу мінангкабау, що панувала в Західній Суматрі. Припинила існування внаслідок внутрішніх політичних та етнічних негараздів, розпавшись на декілька раджанатів (князівств).

## Історія
Вважається, що було засноване в I році до н. е. Засновником ймовірно був Діраджа, що прибув на Суматру, де заснував в місцині Букіт Бакау (Мангровий пагорб) столицю, в якій звів палац під назвою Дхамна. Продовжив розбудову держави син Дармасвара. Онук останнього Даніал, оженившись на Бунда Пертіві, доньці впливового вождя, зумів суттєво розширити свої володіння, особливо після смерті тестя. Мати Дару Найбільшого піднесення Кандіс досягла засв наступного володаря — Бандар Хітама.
За наступного правителя (ім'я невідоме) починається занепад держави, викликаної протистояням між різними групами знаті (можливо індусами і мінангкабау). Спочатку незалежність оголосив раджанат Кансіл Путіх, за яким нвдовзі послідували Кото Аланг, Путі Пінанг, Данг Туанку та Імбанг Джайо. В подальшій війні магардиж Кандіс частково вдалося приборкати відокремлені раджанати, окрім Кото Алангу. Також частина мінангкабау на чолі із вождями Перпатіхом і Теменнунгом переселилися до Західної Суматри, де утворили власні протодержави неподалік вулкану Марапі.
Остаточний занепад відбувася у II ст. н. е., коли Кандіс зазнало вторгнення раджи Сітонгу. Після цього столицю було знищено, а її населення переселилося до затока Куантан. Володіння було поділено між Кото Алангом і Малаюпурою (відома в подальшою як Мелаю). Проте регіон зберіг назву Кантіс до 2-ї половини XIV ст.

## Устрій
На чолі стояв монарх, що носив титул магараджи (інколи мангкуто магараджи), а також в подальшому датук мангкуто магараджа чи датук раджа-тунггал. Існували перші посади сановників, втім основу почту монарха становили залежні вожді (дату). Емблемою Кандіс була пара червоних і білих квітів гібіскуса.

## Господарство
Було розвинено ремісництво, добування корисних копалень та торгівля. Країна вивозила ротанґ, дамар (смолу дерева родини Діптерокарпові) та їстівні пташині гнізда. У значній кількості добувалося золото та срібло. Відомою була золота копальня біля підніжжя Букіт-Бакар. Досі колишні залишки цієї шахти ще називають шахтою Титах. Тісними були торгівельні контакти з державами Малайського півострова, Яви та Індостану.